# Bustelo (Cinfães)
Bustelo é uma povoação portuguesa do Município de Cinfães que foi sede da extinta Freguesia de Bustelo, freguesia que tinha 6,53 km² de área e 115 habitantes (2011), e, por isso, uma densidade populacional de 17,6 hab/km².
A Freguesia de Bustelo foi extinta em 2013, no âmbito de uma reforma administrativa nacional, tendo sido agregada às freguesias de Alhões, Gralheira e Ramires, para formar uma nova freguesia denominada União das Freguesias de Alhões, Bustelo, Gralheira e Ramires com a sede em Gralheira.

## População
| População da freguesia de Bustelo | População da freguesia de Bustelo | População da freguesia de Bustelo | População da freguesia de Bustelo | População da freguesia de Bustelo | População da freguesia de Bustelo | População da freguesia de Bustelo | População da freguesia de Bustelo | População da freguesia de Bustelo | População da freguesia de Bustelo | População da freguesia de Bustelo | População da freguesia de Bustelo | População da freguesia de Bustelo | População da freguesia de Bustelo | População da freguesia de Bustelo |
| --------------------------------- | --------------------------------- | --------------------------------- | --------------------------------- | --------------------------------- | --------------------------------- | --------------------------------- | --------------------------------- | --------------------------------- | --------------------------------- | --------------------------------- | --------------------------------- | --------------------------------- | --------------------------------- | --------------------------------- |
| 1864                              | 1878                              | 1890                              | 1900                              | 1911                              | 1920                              | 1930                              | 1940                              | 1950                              | 1960                              | 1970                              | 1981                              | 1991                              | 2001                              | 2011                              |
| 387                               | 409                               | 421                               | 438                               | 420                               | 439                               | 445                               | 398                               | 365                               | 297                               | 236                               | 191                               | 170                               | 153                               | 115                               |

## História
Também conhecida por Bustelo da Lage, no foral passado a Ferreiros de Tendais, é referida como Bostelo. Fez parte do referido concelho de Ferreiros de Tendais até à sua extinção em 24 de Outubro de 1855, após o que passou a fazer parte do concelho (atual município) de Cinfães.
Em 1118, em pleno governo de D. Teresa, o limite à "villa" rústica de Bustelo, na carta de foral feita a mandado daquela, a Múnio Froiaz, por Egas Gosendes e sua mulher, D. Elvira Gonçalves, para a povoação da dita "villa", de que o dito Múnio ficava encarregado, era: "villa de Bustelo... dividit per Portam de Muro, et de inde intrat in Bestancia, et de inde ad focem de Matelos et de inde in Fedares" (ribeiro). São de uma notável toponímia estas limitações. 0 facto de na limitação se usar o singular "porta de muro", compreende-se de ser a porta do lado dessa "villa" a única necessária para a limitar, visto que outra ou outras portas olhavam em direcção de outras "villas."
O primeiro elemento do topónimo deriva de cum-bustum e relaciona-se com a cremação dos cadáveres usada pelos povos antigos e pelos romanos. O determinativo recebeu-o da extensa-lagem à flor do solo, à margem do povoado e que durante milénios serviu para a malha e sequeiro do cereal.
Bustelo começou por ser vila no sentido de fundo agrário romano, continuando na Idade Média já no sentido administrativo, graças ao foral, acima referido, concedida a Múnio Froiaz.
No adro da Igreja guardam-se duas arcas tumulares antropomórficas, uma delas esculpida numa das faces com uma doble cruz nas extremidades e ao centro figura humana apenas delineada e posta de frente, flanqueada por duas cruzes de pontas em leque até fecharem em círculo.
Em Bustelo ainda se preservam as eiras – grandes espaços mais ou menos planos, lajeados a granito – onde se realizam actividades ligadas à agricultura, como por exemplo, a desfolhada do milho e a secagem dos cereais. Localizam-se em áreas com boa exposição solar e ventos favoráveis. Acontece ainda em afloramentos graníticos existirem grandes lajes que são usadas como eiras comunitárias
Referencia: Conselho Municipal de Cinfães do Douro.